# Tantsy nasmert
Tantsy nasmert (russisk: Танцы насмерть) er en russisk spillefilm fra 2017 af Andrej Volgin.

## Medvirkende
- Ivan Zjvakin som Kostja
- Lukerja Iljasjenko som Anja
- Nikita Volkov som Artjom
- Aleksandr Tjutin
- Agnija Ditkovskite som Zebra